# Avortement en Argentine
L'avortement en Argentine est légal depuis 2020. Avant cette date, l'avortement était illégal sauf lorsque la vie ou la santé de la mère était en danger ou lorsque la grossesse était le résultat d'un viol,. Jusqu'en 2007, il n'y avait pas de chiffres confirmés. Environ 30 000 patientes par an sont hospitalisées en raison de complications post-avortement et doivent faire face à une sanction juridique. Beaucoup de tentatives d'avortement échouées et de décès dus à celles-ci ne sont pas répertoriés en tant que tels ou ne sont pas notifiés aux autorités,,. L'application de la législation anti-avortement est variable et complexe.

## Débat juridique et politique
Selon une loi de 1921, l'avortement n'est autorisé qu'en cas de viol ou de danger pour la vie de la mère.
La Constitution de l'Argentine n'établit pas de dispositions spécifiques pour l'avortement, mais la réforme de 1994 a ajouté un statut constitutionnel pour un certain nombre de pactes internationaux, comme le Pacte de San José, qui proclame le droit à la vie « en général, à partir du moment de la conception ». L'interprétation de l'expression « en général » reste l'objet de débats dans certains cas d'avortement.
En 1998, après une visite au Vatican et une entrevue avec le pape Jean-Paul II, le Président Carlos Menem a adopté un décret déclarant le 25 mars Journée de l'Enfant à Naître. La date a été choisie en raison de la fête catholique de l'Annonciation (qui correspond à la conception, par la Vierge Marie, de Jésus-Christ). L'administration Menem s'était déjà alignée avec le Saint-Siège dans son rejet complet de l'avortement et de la contraception. Au cours de la première célébration de la nouvelle fête en 1999, le Président a déclaré que « la défense de la vie » était « une priorité de la politique étrangère de l'Argentine ».
Le président Néstor Kirchner (élu en 2003) a professé sa foi catholique, mais était considéré plus progressiste que ses prédécesseurs. En 2005, le Ministre de la Santé Ginés González García a déclaré publiquement son soutien à la légalisation de l'avortement. Kirchner n'a ni appuyé, ni critiqué l'opinion de García González en public. Plus tard, dans une interview privée, il a assuré que la loi sur l'avortement ne serait pas changée au cours de son mandat. Néanmoins, de vives critiques émises par l'Église Catholique conduiront rapidement à une « guerre des mots » entre la hiérarchie religieuse et le gouvernement,,.
Carmen Argibay, la première femme nommée à la Cour suprême d'Argentine par un gouvernement démocratique, a également causé une grande controverse en reconnaissant son soutien au droit à l'avortement. Pour cette raison, les organisations anti-avortement, menées par l'Église catholique, ont exprimé leur opposition à sa nomination,.
En mai 2006, le gouvernement a rendu public un projet de réforme du Code Pénal, qui comprend la dépénalisation de l'avortement. Une commission a étudié la question et a produit une proposition de loi, destinée à être présentée au Congrès. La proposition a été signée par le Secrétaire de la Politique Pénale et des Affaires Pénitentiaires, Alejandro Slokar. Le 28 mai 2007, un groupe de 250 ONG formant la Campagne Nationale pour le Droit à un Avortement Légal, Sûr et Gratuit a présenté un projet de loi à la Chambre des députés qui permettrait de fournir sans restriction l'accès à l'avortement sur demande, jusqu'à la 12e semaine de grossesse et autoriserait aux femmes à avorter après ce délai en cas de viol, de graves malformations du fœtus ou de risque pour la santé mentale ou physique de la femme.
En mars 2012, la cour suprême a statué que l'avortement en cas de viol ou de risque pour la vie de la femme est légal et qu'une déclaration sous serment d'avoir été violée est suffisante pour autoriser un avortement légal. Elle a également statué que les gouvernements provinciaux devraient écrire des protocoles pour la demande et la prise en charge des avortements légaux en cas de viol ou de risque vital,.
Début 2018, le Congrès argentin a commencé à travailler sur un projet de légalisation de l'avortement et pour potentiellement le prendre en charge gratuitement dans tous les hôpitaux publics. Les avis restent partagés, avec différents points de vue. Le projet initial avait été lancé avec 71 signatures de membres du Congrès de tous les groupes. Le président Mauricio Macri a déclaré qu'il ne mettrait pas son veto à une légalisation si le Congrès l'adoptait et il a proposé de débattre le sujet avec d'autres lois concernant l'égalité des sexes (extension du congé parental, etc.). Le 14 juin 2018, la Chambre des députés a donné une approbation préliminaire à la loi avec 129 voix pour, 125 contre et 1 abstention. Le Sénat a ensuite rejeté la loi par 38 voix contre et 31 voix pour. Pourtant, plusieurs alternatives avaient été proposées comme la réduction du délai de 14 à 12 semaines pour l'avortement ou encore l'objection de conscience pour les cliniques catholiques.
Mauricio Macri, après le rejet de la loi, a annoncé la présentation le 21 août d'un projet de loi pour supprimer les sanctions pénales pour les femmes ayant avorté.
Un nouveau projet de loi a été adopté le 11 décembre 2020 par la Chambre des députés, avec le soutien du nouveau président, Alberto Fernández, et est présenté au Sénat, plus conservateur mais renouvelé d'un tiers par rapport à 2018, qui donne cette fois-ci son feu vert, le 30 décembre 2020.
La loi sur l'avortement est suspendue par une juge fin janvier 2021, à la demande d'un groupe conservateur, pour non-respect de la Constitution. 

## Protocoles d'avortement

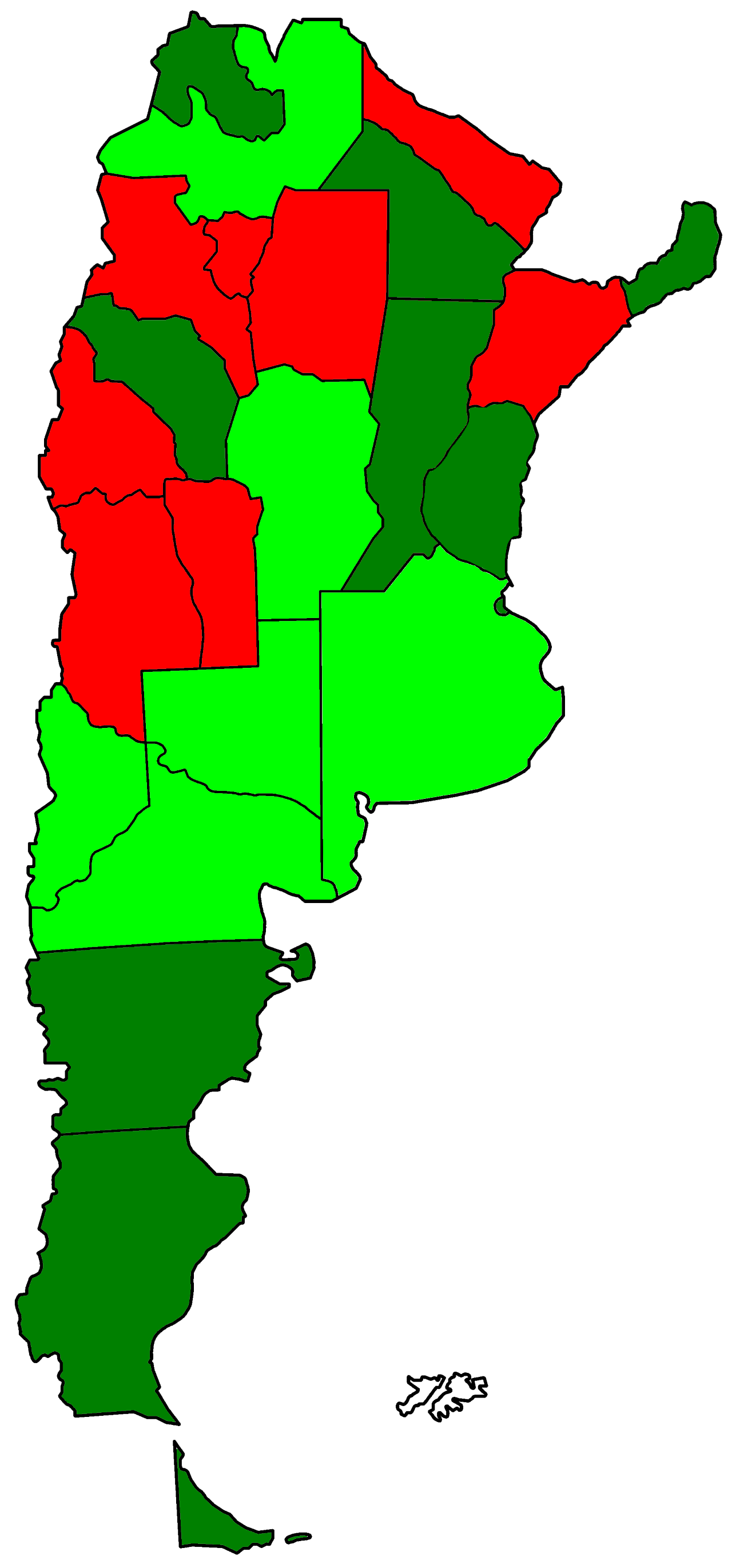
Provinces soumises au Protocole national
Sentence par le Protocole national (10)
Partially sentenced by the court protocol (6)
Without regulation protocols (8)

Il est courant que les femmes qui auraient pu solliciter un avortement en vertu des dispositions du Code Pénal ne soient pas correctement — voire pas du tout — informées de cette possibilité par les médecins traitants, ou qu'elles soient soumises à de longs retards lorsqu'elles font la demande. Les médecins, par manque de connaissance de la loi et crainte de sanctions juridiques, exigent souvent que la patiente ou sa famille demandent l'autorisation judiciaire avant de mettre fin à une grossesse, ce qui prolonge parfois l'attente au-delà du délai légal d'avortement[citation nécessaire].
En mars 2007, les autorités de santé de la province de Buenos Aires ont publié un protocole définissant les procédures de prise en charge de l'avortement légal, sans délais ni nécessité d'une autorisation judiciaire. Le principal changement a été la reconnaissance explicite que tout cas de viol peut être une menace pour la santé psychique de la victime et justifie une demande d'avortement.
À partir de mai 2007, un protocole d'avortement élaboré par l'Institut National contre la Discrimination, la Xénophobie et le Racisme a été présenté pour examen aux ministres provinciaux de la santé et aux législatures. Ce protocole comprend une série de procédures à suivre afin d'apprécier une demande d'avortement et le délai maximal admissible. Il dispose également d'une proposition visant à créer un registre national des objecteurs de conscience,.
En juin 2007, le corps législatif de la ville de Rosario, dans la province de Santa Fe, a adopté un protocole similaire à celui de Buenos Aires. Les médecins aidant une femme couverte par l'Article 86 du Code Pénal, sont obligés d'expliquer son état à la patiente en lui offrant le choix de mettre fin à la grossesse, ainsi que des conseils avant et après l'avortement. Le protocole interdit explicitement la judiciarisation de la procédure et prévient que les médecins qui retardent un avortement légal sont passibles de sanctions administratives et de poursuites civiles ou pénales,.
En novembre 2007, l'assemblée législative de la province de La Pampa a adopté une loi sur le protocole d'avortement, comprenant des dispositions pour les objecteurs de conscience et imposant aux hôpitaux publics de se plier à toute demande d'avortement. Cela aurait fait de La Pampa la première circonscription d'Argentine à avoir un protocole d'avortement avec le statut de loi provinciale,. Cependant, la loi fut bloquée par le veto du gouverneur Oscar Mario Jorge en tant que l'un de ses premiers actes de gouvernement, moins de trois semaines plus tard, avec l'argument que cette nouvelle interprétation de la précédente législation pourrait être inconstitutionnelle. Le protocole avait été attaqué avec le même argument par l'évêque de Santa Rosa, Rinaldo Fidel Bredice, le jour où elle avait été adoptée.
La Cour suprême nationale statue en 2012 que les médecins ne devaient pas solliciter une autorisation judiciaire pour pratiquer une IVG.

## Débat social
L'Argentine dispose d'un solide réseau d'organisations de femmes dont les demandes incluent l'accès public à l'avortement et à la contraception, tel que le Réseau Informatif des Femmes d'Argentine (RIMA) et les Femmes Catholiques pour le Droit de Choisir (Católicas por el Derecho a Decidir). La Réunion Nationale des Femmes, tenue chaque année dans différentes villes, rassemble ces groupes ainsi que d'autres groupes féministes et pro-choix. La 20e Réunion de Femmes, tenue en octobre 2005 à Mar del Plata, a rassemblé une manifestation de 30 000 personnes demandant un avortement sans restriction[citation nécessaire].
L'opposition à l'avortement est centrée sur deux fronts : le religieux, dirigé par l'Église Catholique, et exprimé par la hiérarchie ecclésiastique et un certain nombre d'organisations de la société civile, qui considèrent l'avortement comme le meurtre d'un innocent ; et le juridique, représenté par ceux qui estiment que l'avortement est interdit par la Constitution, qui doit être supérieure au Code Pénal[citation nécessaire].
Une enquête menée début 2005, commandée par la branche argentine de la Fondation Friedrich-Ebert, a montré que 76% des répondants sont en faveur de la légalisation de l'avortement en cas de viol, indépendamment des capacités mentales de la femme, et que beaucoup voulaient aussi l'avortement légalisé lorsque le fœtus souffre d'une déformation rendant sa survie impossible hors de l'utérus. Un sondage de décembre 2003 par Graciela Romer y Asociados a montré que 30% des Argentins pensent que l'avortement devrait être autorisé « indépendamment de la situation », 47% qu'il devrait être autorisé « dans certaines circonstances », et 23% qu'il ne devrait pas être autorisé « quelle que soit la situation ».
Dans une enquête plus récente réalisée en septembre 2011, l'organisation à but non lucratif Les Catholiques pour le Choix a constaté que 45% des Argentins sont en faveur de l'avortement quelle que soit la raison dans les douze premières semaines. Ce même sondage suggère également que la plupart des Argentins privilégient l'avortement légal lorsque la santé ou la vie de la femme est menacée (81%), lorsque la grossesse résulte d'un viol (80%), ou lorsque le fœtus présente de graves anomalies (68%).
En Argentine, plus le statut économique d'une femme enceinte est élevé, plus il lui est facile d'obtenir un avortement, alors que les femmes les plus pauvres ne peuvent souvent pas se permettre une procédure clandestine dans de bonnes conditions sanitaires ni de soins post-avortement. Selon le docteur René Favaloro : « Les riches défendent l’avortement illégal pour le maintenir dans le secret et éviter ainsi la honte. Je suis fatigué de voir mourir les gamines pauvres pour que les dames puissent avorter dans l’ombre. Dans les bidonvilles, les filles crèvent pendant que les cliniques des quartiers élégants font fortune en enlevant du ventre la honte à celles qui ont de l’argent… ».

## Cas récents
Plusieurs cas de grossesse résultant d'un viol et une impliquant un fœtus non viable ont suscité un débat sur l'avortement en Argentine depuis le début du XXIe siècle. En 2001, Luciana Monzón, 25 ans, de Rosario, Santa Fe, a découvert que le fœtus qu'elle portait à 16 semaines de gestation, était anencéphalique. Il n'y avait pratiquement aucune chance de survie pour le bébé une fois sorti de l'utérus. Quatre semaines plus tard, elle a demandé l'autorisation judiciaire pour mettre fin à la grossesse. Un premier, puis un second juge, refusèrent de prendre en charge le dossier : l'affaire fut portée devant la Cour Suprême de Santa Fe, qui imposa au premier juge de se prononcer. À ce moment cependant, Monzón avait décidé de conduire sa grossesse à terme en raison du retard. Le bébé, né spontanément, pesait seulement 558 grammes et il mourut 45 minutes après sa naissance,,.
En 2003, Romina Tejerina, victime d'un viol à 19 ans, dans la province de Jujuy, a eu en secret un bébé et l'a tué, selon des tests, dans un épisode psychotique. En 2005, elle a été condamnée à 14 ans de prison. Elle n'avait pas accusé le violeur et avait réussi à dissimuler son état. Les habitants de la zone, des personnalités publiques et certains responsables politiques, ont exprimé leur soutien à Tejerina en tant que victime, et beaucoup ont souligné qu'elle aurait dû avoir la possibilité de recourir à l'avortement. Plus particulièrement, la condamnation a incité le Ministre de la Santé Ginés González García à exprimer son soutien à l'avortement légal pour les victimes de viol,,.

### Cas de 2006
En 2006, deux cas de viol de femmes handicapées mentales furent l'objet d'une couverture médiatique et d'un débat intense. L'un d'entre eux impliquait L.M.R, jeune femme de 19 ans, de Guernica, dans la province de Buenos Aires. Sa mère remarqua la grossesse, devina ce qui avait eu lieu, et alla à l'hôpital public de San Martín de La Plata pour solliciter l'avortement, autorisé en vertu des dispositions du Code Pénal. Le Comité d'Éthique de l'hôpital étudia le cas comme d'habitude, mais le procureur de l'affaire de viol alerta le juge Inés Siro de l'avortement prévu. Siro décida de bloquer celui-ci, sur la base de « convictions personnelles ». L'affaire portée en appel, la Cour Suprême de Buenos Aires annula la décision de Siro, mais les médecins de l'hôpital invoquèrent que la grossesse était trop avancée. La famille de la victime fut approchée par une organisation non gouvernementale qui recueilli de l'argent et paya pour que la femme handicapée mentale soit avortée dans un établissement privé, par un médecin anonyme[citation nécessaire].
L'autre cas, médiatisé à la même époque, était celui d'une victime de viol de 25 ans dans la province de Mendoza avec un grave handicap mental et physique. La mère de la victime demanda et obtint l'autorisation judiciaire, mais tandis que les tests pré-opératoires étaient réalisés à l'hôpital Luis Lagomaggiore, l'avortement fut bloqué par la réclamation judiciaire d'une organisation catholique. En appel, la réclamation fut rejetée par la Cour Suprême de Mendoza, et l'avortement a été effectué comme prévu à l'origine.
Résultant de ces deux cas, tous les ministres de la Santé provinciaux, sauf deux, publièrent une déclaration conjointe de soutien aux équipes médicales et aux autorités de santé responsables de l'avortement, exprimant leur attachement à la loi. Le ministre González García déclara, en outre, qu' « il y a des fanatiques qui intimident et menacent » et que « la tolérance à des groupes de fanatiques doit cesser »,.
Le 23 août 2006, la conférence des évêques d'Argentine a publié un document intitulé Une question de vie ou de mort, en indiquant que l'Église s'efforce de protéger la vie « poussé par le profond amour de Dieu... [et] le désir de donner de la valeur à chacune des vies qui sont conçues » et suppliant de ne pas « semer la culture de la mort dans notre société ».